# Jeff Borowiak
Jeff Borowiak (Berkeley, 25 settembre 1949) è un ex tennista statunitense.

## Carriera
Si fa notare già a livello giovanile, raggiunge infatti la finale dell'Orange Bowl nel 1967 e conquista un titolo NCAA in singolare per l'Università della California.
Tra i professionisti conquista cinque titoli in singolare e tre nel doppio maschile, tra i tornei dello Slam ha raggiunto i quarti di finale agli US Open 1971 in coppia con Haroon Rahim.
Vince nel 1982 il premio ATP come miglior ritorno dell'anno.

## Statistiche

### Singolare

#### Vittorie (5)
| Numero | Data             | Torneo                                    | Superficie    | Avversario in finale   | Punteggio        |
| 1.     | 15 aprile 1974   | Carolinas International Tennis, Charlotte | Terra rossa   | Dick Stockton          | 6-4, 5-7, 7–6(5) |
| 2.     | 16 novembre 1974 | Oslo Open, Oslo                           | Cemento (i)   | Karl Meiler            | 6-3, 6-2         |
| 3.     | 2 febbraio 1977  | Dayton Open, Dayton                       | Sintetico (i) | Buster Mottram         | 6-3, 6-3         |
| 4.     | 3 luglio 1977    | Swiss Open Gstaad, Gstaad                 | Terra rossa   | Jean-François Caujolle | 2-6, 6-1, 6-3    |
| 5.     | 16 agosto 1977   | Canada Open, Montréal                     | Cemento       | Jaime Fillol           | 6-0, 6-1         |

### Doppio

#### Vittorie (3)
| Numero | Data             | Torneo                                 | Superficie  | Compagno    | Avversari in finale             | Punteggio     |
| 1.     | 7 ottobre 1973   | ATP Osaka, Osaka                       | Cemento     | Tom Gorman  | Jun Kamiwazumi Ken Rosewall     | 6-4, 7-6      |
| 2.     | 18 febbraio 1974 | Hempstead WCT, Hempstead               | Cemento     | Dick Crealy | Ross Case Geoff Masters         | 6-7, 6-4, 6-4 |
| 3.     | 5 agosto 1974    | ATP Volvo International, Bretton Woods | Terra rossa | Rod Laver   | Georges Goven François Jauffret | 6-3, 6-2      |